# شهرستان اواچیتا (آرکانزاس)
شهرستان اواچیتا، آرکانزاس (به انگلیسی: Ouachita County, Arkansas) شهرستانی در ایالات متحده آمریکا است که در آرکانزاس واقع شده‌است.

## خصوصیات
شهرستان اواچیتا ۱٬۹۱۶٫۶ کیلومترمربع مساحت دارد.

## نگارخانه

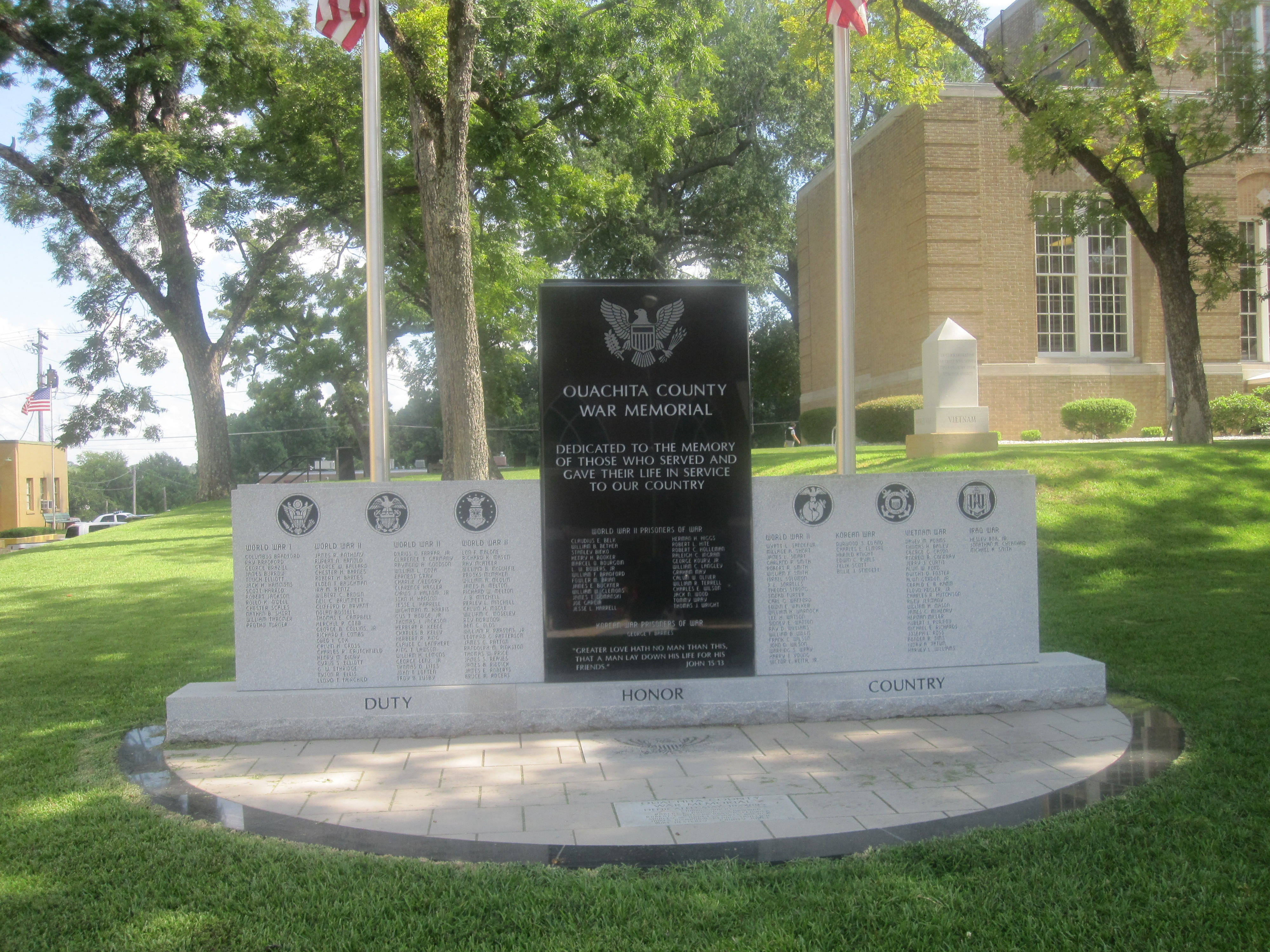
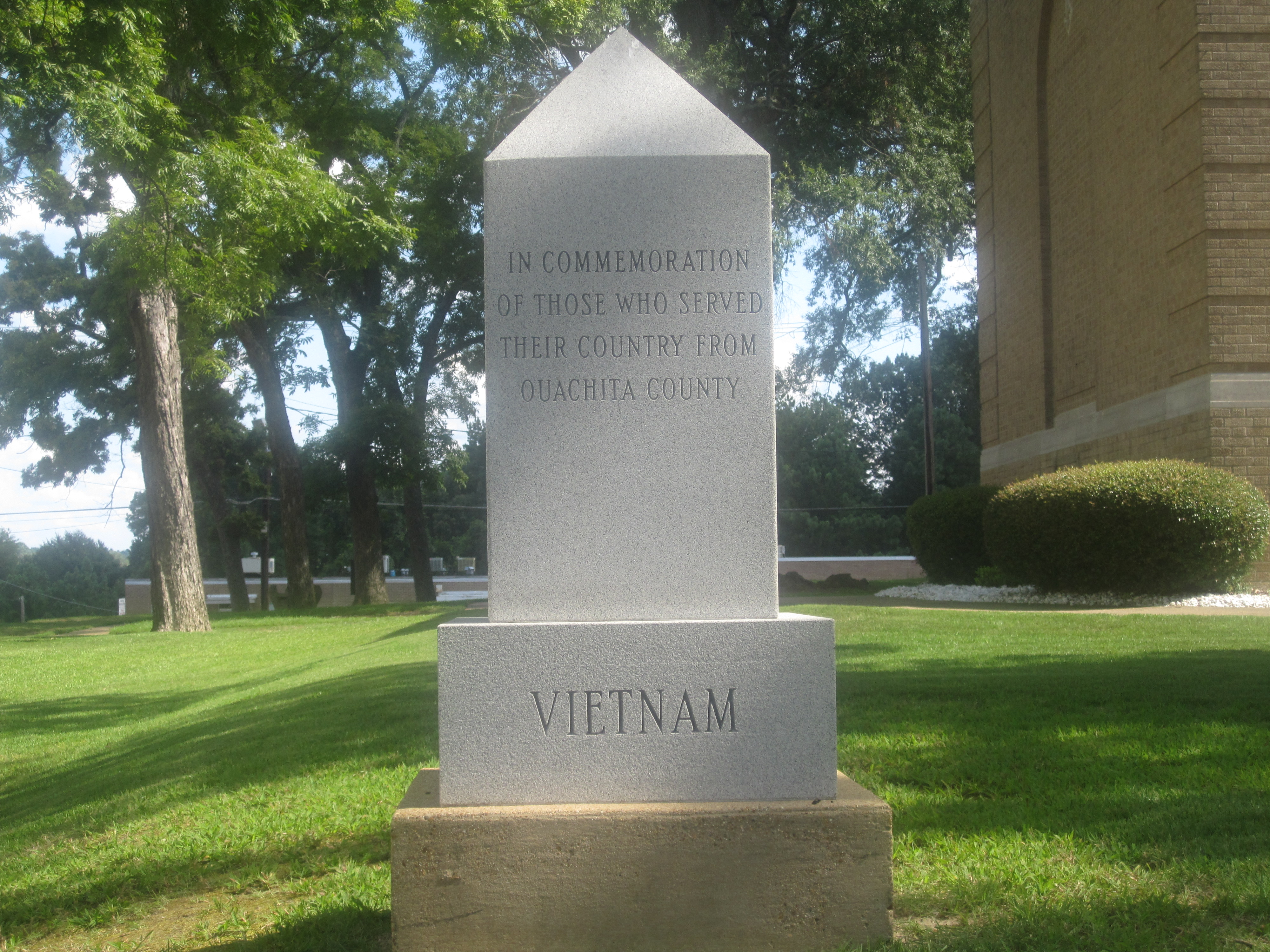
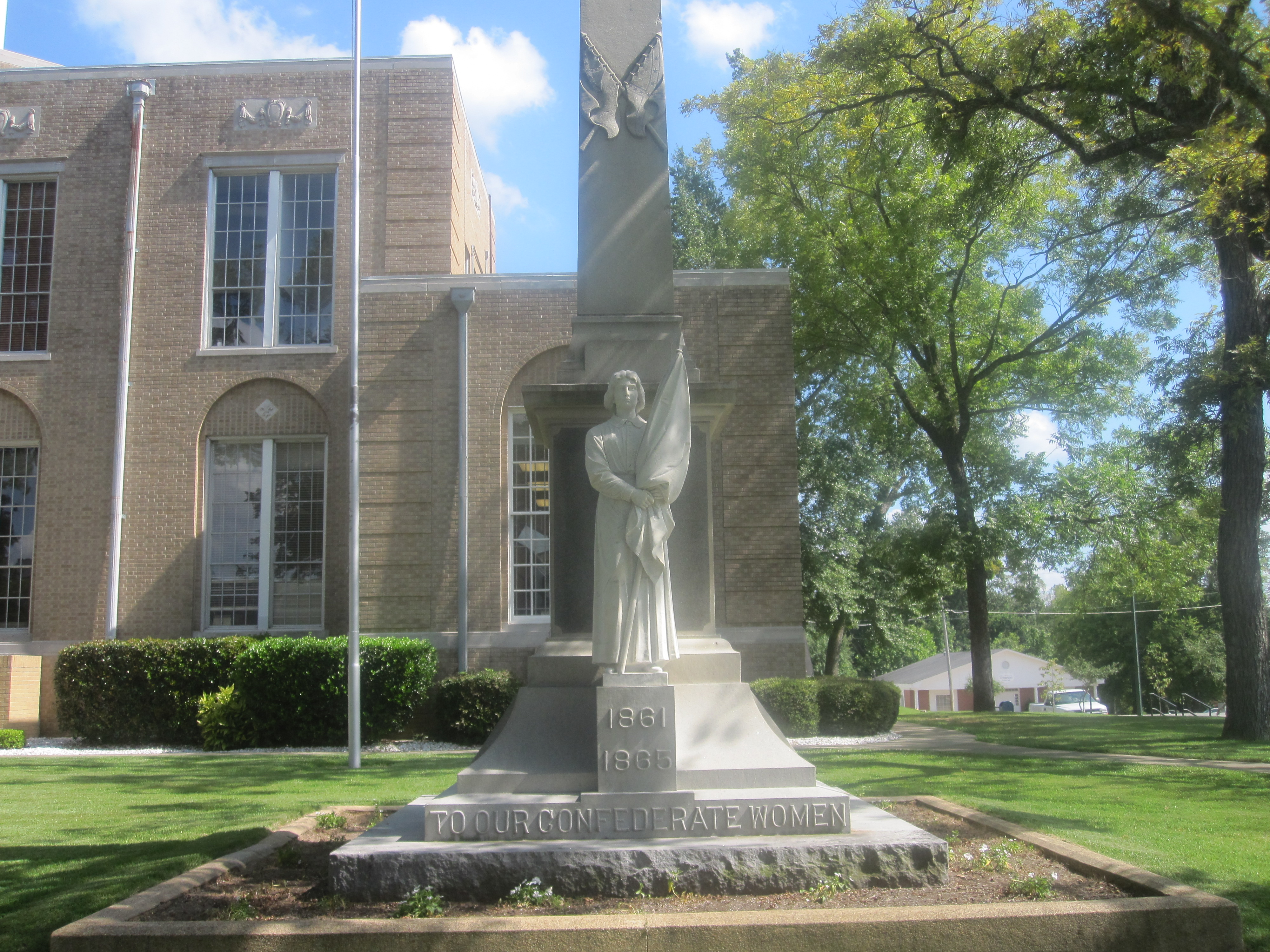